# NGC 5914
NGC 5914 (ook: NGC 5914A) is een spiraalvormig sterrenstelsel in het sterrenbeeld Ossenhoeder. Het hemelobject werd op 18 mei 1882 ontdekt door de Franse astronoom Édouard Jean-Marie Stephan.

## Synoniemen
- MCG 7-31-55
- ZWG 221.51
- ZWG 222.1
- PGC 54654